# Lucien Gaudin
Lucien Alphonse Paul Gaudin (født 27. september 1886 i Arras, død 23. september 1934 i Paris) var en fransk fægter, som deltog i tre olympiske lege mellem de to verdenskrige.

## Fægtekarriere
Gaudin blev trænet af to fægtere, der havde været med ved OL 1900, blandt andet fleuretmesteren fra disse lege, Lucien Mérignac. Gaudin havde en karriere, der strakte sig fra 1904 til 1929, og han vandt det internationale mesterskab (forløberen for VM) i 1905, og han var egentlig meldt til ved OL 1908 i London, men stillede ikke op i konkurrencen.
Han vandt også det internationale mesterskab i 1918, og i 1920 deltog han i OL i Antwerpen. Her var han tilmeldt i den individuelle fleuretkonkurrence, men stillede ikke op; han var dog med i holdkonkurrencen, hvor Frankrig kvalificerede sig til finalen og her vandt tre af deres fire matcher, kun overgået af Italien, der vandt alle deres og dermed fik guld. Frankrig fik sølv og USA bronze. Det franske hold bestod ud over Gaudin af Lionel de Castellane-Majastres, Gaston Amson, Philippe Cattiau, Roger Ducret, André Labatut, Georges Trombert og Marcel Perrot.
I 1921 blev Gaudin den første verdensmester i kårde.
Ved OL 1924 i Paris var Gaudin igen tilmeldt i fleuret, både individuelt og på hold. Igen stillede han ikke op individuelt, men på holdet var han med til at vinde puljerne i indledende runde, i kvartfinalen og semifinalen. I finalen deltog udover Frankrig også Belgien, Ungarn og Italien, og Frankrig besejrede de to første klart. I matchen mod Italien førte Frankrig 3-1, da italienerne følte sig bortdømt i den femte kamp, som stod mellem Gaudin og italieneren Aldo Boni. Kampen stod lige, da dommeren tildelte et point til Gaudin, hvorpå Boni overfusede dommeren. Da han nægtede at undskylde, trak italienerne sig ud og blev derfor taberdømt. Franskmændene vandt derpå guld, mens Belgien fik sølv og Ungarn bronze. På det franske hold var ud over Gaudin også Henri Jobier, Philippe Cattiau, André Labatut, Roger Ducret, Jacques Coutrot, Guy de Luget og Joseph Perotaux. Ved legene deltog han også på det franske kårdehold. Franskmændene sejrede i indledende runde, i kvartfinalen og semifinalen. I finalen mødte de Belgien, Italien og Portugal, og det blev klare franske sejre mod Belgien og Portugal, mens kampen mod de evige rivaler fra Italien blev 8-8 i kampe, og Frankrig vandt på antal stød (21-20). Det blev derfor til fransk guld, mens Belgien overraskende besejrede Italien og fik sølv, og Italien derfor måtte nøjes med bronze. Det franske kårdehold bestod ud over Gaudin af Géo Buchard, Roger Ducret, André Labatut, Georges Tainturier, Alexandre Lippmann og Robert Liottel.
OL 1928 blev Gaudins sidste olympiske lege, og her stillede han op i tre discipliner: Fleuret individuelt og på hold samt kårde individuelt. I fleuretholdkonkurrencen vandt Frankrig igen deres indledende pulje, deres kvartfinale og semifinale, og i finalen var italienerne overlegne og vandt guld. Frankrig fik sølv efter sejr over Argentina og uafgjort mode Belgien, der blev sorteper ved at tabe til Argentina, så det blev fransk sølv og argentinsk bronze. Gaudin havde her igen selskab af Cattiau, Ducret og Labatut, suppleret af Raymond Flacher og André Gaboriaud.
I den individuelle fleuretkonkurrence vandt Gaudin alle sine kampe i indledende runde samt i semifinalen. I finalen tabte han to af sine kampe, hvilket også var tilfældet for tyske Erwin Casmir og italienske Giulio Gaudini, og de tre måtte derpå ud i en omkamp. Her vandt Gaudin begge sine kampe og fik guld, mens Casmir fik sølv og Caudini bronze. I kampen mod Gaudini strejfede italieneren Gaudins jakke, og dommeren dømte "intet træf". Italienerne protesterede, hvorpå Gaudin storsindet over for juryen meddelte: "Jeg blev ramt". Gaudini kom foran 4-2, inden Gaudin fik tre træffere i træk og vandt 5-4.
I den individuelle kårdekonkurrence ved 1928-legene vandt Caudin sikkert sin indledende pulje, sin kvart- og semifinale. Formatet ved legene var noget usædvanligt, idet der efter semifinalen blev udkæmpet en finalepulje, hvorfra de fire bedste gik til medaljerunden (en såkaldt ekstrafinale). I semifinalen og finalerunden var kampene først til to træffere, mens det i ekstrafinalen gjaldt om at komme først til ti træffere, dog med en forskel på mindst to træffere. Her kæmpede nummer ét fra finalerunden, Gaudin, mod nummer fire, belgieren Léon Tom og vandt 10-6, mens Géo Buchard som toer mødte treeren, amerikanske George Calnan, og vandt 13-11. Guldet blev derpå afgjort mellem Gaudin og Buchard, og her vandt Gaudin 10-6 og fik dermed guld, mens Buchard fik sølv og Calnan (efter sejr over Tom) bronze. Gaudin er dermed sammen med cubaneren Ramón Fonst de eneste, der har vundet guld i både kårde og fleuret ved ét OL; Fonst gjorde det i 1904.

## Øvrige karriere
Gaudin blev journalist og medejer af filmselskabet Les Films Sportifs, som blandt andet producerede filmen om OL 1924. I 1934 krakkede selskabet, hvorpå Gaudin begik selvmord, få dage inden sin 49-års fødselsdag.